# M le Magicien
Pour les articles homonymes, voir M.
M le magicien était une bande dessinée hebdomadaire réalisée par Massimo Mattioli (dessin et scénario) pour le journal Pif Gadget. Elle est parue de décembre 1968 (no 1227) à novembre 1973 (no 1483).

## Caractéristiques du personnage
Ce personnage absurde au nom déroutant (M est son patronyme), est paru d'abord sous forme de « strips » puis, à la demande des lecteurs, sous forme de gags sur une page.
M le magicien était un petit personnage dessiné de manière simpliste et en deux dimensions, à la manière du B.C. de Johnny Hart dont il s'inspire ouvertement. Ses histoires surréalistes et à l'humour absurde, au sujet parfois très léger, mettaient souvent en cause les codes de la bande dessinée tout en faisant preuve d'une légère cruauté. D'après l'histoire du numéro 87 de Pif Gadget paru en 1970, M. le magicien serait né sur la lune, à l'époque terrestre de l'âge de la pierre, et a été envoyé vers la terre par son père, afin de le sauver, à la manière de Superman, et c'est durant ce trajet spatiotemporel jusqu'à notre XXe siècle qu'il a acquis son pouvoir magique de tout transformer, objets ou êtres vivants. Les personnages les plus récurrents accompagnant M. le magicien, sont des insectes, des caméléons, des fleurs ou des astres, qui parlent.

## Albums
- M le magicien, Massimo Mattioli, l’Association octobre 2003, préface de Jean-Pierre Mercier,  (ISBN 2-84414-052-1). « Ce qui est plaisant avec ce livre, c’est qu’il n’aurait jamais dû exister » précise Jean-Pierre Mercier en exergue à sa préface. Il explique en effet que, les originaux ayant été perdus, il a fallu scanner les cahiers personnels de l’auteur dans lesquels étaient collées des pages originales de Pif Gadget, puis les retravailler sur ordinateur, afin de réaliser cet album.